# Zichy Károly (országbíró)
Gróf Zichy Károly József Franz Xaver Kasimir Johann von Nepomuk (Pozsony, 1753. március 4. – Bécs, 1826. szeptember 28.) nagybirtokos, országbíró, miniszter, Békés vármegye főispánja.

## Élete
A zicsi és vázsonykői gróf Zichy család sarja. Apja, gróf zicsi és vázsonykői Zichy István (1715–1769), anyja, gróf Marie Cecilie von Stubenberg (1725–1763). Apai nagyszülei gróf Zichy János (1673 k.–1724), és Maria Anna von Thalheim (1691–Várpalota, 1742. október 1.) voltak. Ükapja pedig zicsi és vázsonykői gróf Zichy István (1616–1692), tárnokmester, koronaőr, főispán, aki a Zichy család számára szerezte a grófi címet.
Zichy Károly gróf a bécsi Theresianumban nevelkedett, császári és királyi kamarás lett, többféle hivatalt viselt. 1782-ben II. József mint udvari tanácsost és referendáriust Békés vármegye főispánjává nevezte ki. 1785-ben tárnokmester és a kamara elnöke, majd 1788-ban országbíró és a Helytartótanács elnöke lett. Az 1790-es országgyűlésen az alkotmányos kiegyezés egyik támogatója. 1792-ben a Szent István-rend nagykeresztjét kapta. 1802-től az Udvari Kamara elnöke, 1808-ban az államminisztérium elnöke, 1808-ban az Aranygyapjas rend vitéze, 1809-ben hadügyminiszter és 1813–14-ben belügyminiszter. 1821-ben, tisztviselőségének félévszázados jubileumakor a Szent István-rend gyémántjait kapta. Németre fordította René Rapin két művét. Oroszváron temették el.

## Származása
Édesapja Zichy István (Várpalota 1715. június 16. – Oroszvár, 1769. február 13.); édesanyja Stubenberg Marie Cäcilie grófnő (Graz, 1725. január 13. – Oroszvár, 1763. október 22.), testvérei:
- Ferenc (Pozsony 1749. február 1. – Bécs, 1812. augusztus 8.; házassága 1. neje: (Bécs, 1770. április 30.) Kolowrat-Krakowsky Mária Anna grófnő (1753. február 17. – 1805. augusztus 20.); 2.neje: (1807. október 6. Lodron-Laterano Castelromano Mária Dominika grófnő (Salzburg, 1789. október 17. – Bécs, 1847. december 10.)
- Josephine (1752. január 20. – 1815. március 3. vagy 13.); férje: adorjáni és körösszegi Csáky János gróf (1720. június 22. – 1795. október 27.)
- Julianna (1754. július 13. – 1792. november 1.); férje: dénesfalvi és ciráki Cziráky László gróf (†1776. március 18.)
- Antónia (1756. április 2. – 1838. április 21.); férje: (1780. augusztus 28.) Johann Schilson (†1810. december 17.)
- István (1757. július 14. – 1841. június 30.; neje: (1777. február 25.) Erdődi Pálffy Mária Terézia grófnő (1760. január 12. – 1833. március 3.)
- Leopoldina (1758. október 14. – 1840. december 23. / Bécs, 1846. június 28. (Borbála); férje: (Bécs, 1786) Pallavicini Gian Carlo (Bécs, 1789. március 4.)

## Felesége, gyermekei
Felesége:
(Bécs, 1776. február 12.) Khevenhüller-Metsch Anna Mária grófnő (Lisszabon, 1759. április 10. – Bécs, 1809. január 18.)
Gyermekei:
- Ferenc (Franz), Zich et Vásonkeö Zichy-Ferraris (1811), Győr főispánja, (1777. június 25. – 1839. október 6.; neje: (Bécs, 1799. május 6.) Ferraris Mária Vilhelmina grófnő (Brüsszel, 1780. szeptember 3. – Bécs, 1866. január 25.)
- Károly Antal Alajos, Moson főispánja, (Bécs, 1779. június 20. – Buda, 1834. december 15.); 1. neje: (1800. szeptember 8. galántai Esterházy Franciska grófnő (1784. május 4. – 1804. július 3.); 2. neje: (1806. szeptember 4. tolnai Festetics Júlia grófnő (1790. november 7. – 1816. november 18.); 3. neje: (Bécs, 1819. augusztus 3.) Seilern Crescence grófnő (Brno, 1799. május 13. – Klein-Zinkendorf, 1875. július 30.)
- Sándor (1780, fiatalon mh.)
- Amália (1782. március 15. – 1819. július 23.; férje: (1800. szeptember 8. hédervári Loós Viczay Ferenc (1780. július 24. – 1836. május 13.)
- Ferdinánd (1783. július 13. – Pozsony, 1862. október 7.); neje: (Nagycenk, 1807.szeptember 13. sárvár-felsővidéki Széchenyi Zsófia grófnő (1789. október 16. – 1865. április 19.)
- Mária Adél (Adelheid) (1788. szeptember 15. – Bécs, 1839. január 17.; férje: (1845. október 12.) buzini Keglevich János gróf (1786. május 13. – 1856. október 15.)
- Krisztina (Bécs, 1792. április 30. – Penzing (Bécs), 1830. július 20.; férje: (Oroszvár, 1812. június 15. Khevenhüller-Metsch Ferenc (1762. április 7. – 1837. július 2.)
- Eleonóra (Bécs, 1795. május 27. – Bécs, 1873. május 30.; férje: (Bécs, 1813. május 24. Lichnowsky Eduárd (1789. szeptember 19. – 1845. január 1.)
- Miklós (1796. december 2. – 1856. január 27.); neje: (Tolna, 1820. november 16.) Loë Julianna (Wissen, 1797. december 2. – Darufalva, 1865. február 15.)
- Karolina (1802. február 11. – 1885. június 17.)
- Ernestine (fiatalon mh.)

## Munkái
- Rapins Vergleichung des Demosthenes mit dem Cicero. Augsburg, 1766
- Rapins Vergleichung des Thucydides mit dem Livius. Augsburg, 1767
- Ungarns Verwandlung (aus dem Lateinischen). Wien, 1768
- Dictiones comitis judicis curiae regiae C. e comitibus Zichy de Vásonkő in sessione diaetali … 1791. celebrata, Pozsony, 1791